# Khiếm thực

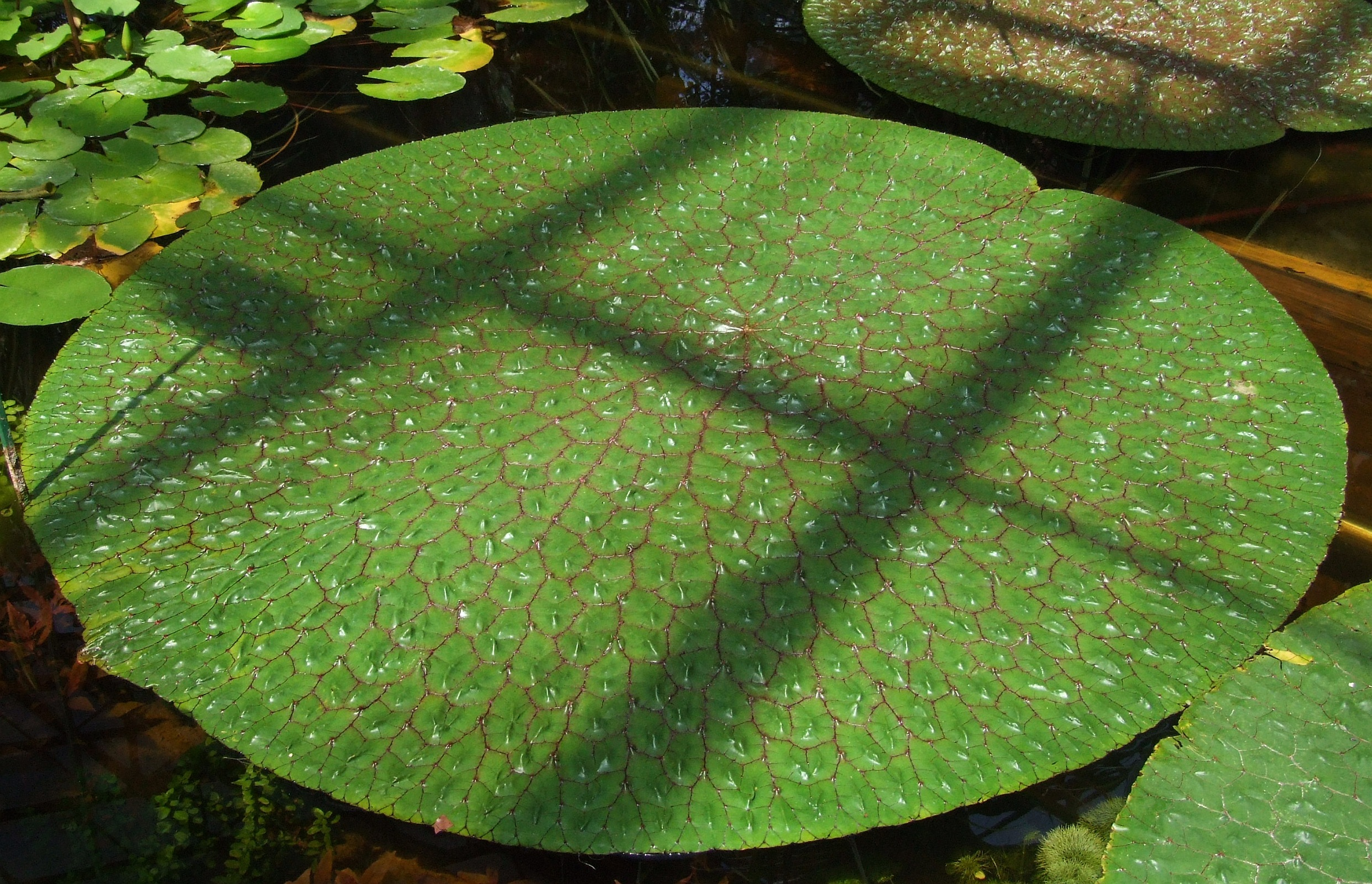
Lá của Euryale ferox

Khiếm thực (danh pháp hai phần: Euryale ferox) là loài duy nhất trong chi Euryale. Hiện tại, nó là loài thực vật có hoa được phân loại trong họ Súng (Nymphaeaceae), mặc dù đôi khi được coi là một họ khác biệt có danh pháp Euryalaceae. Không giống như các loài khác trong họ Súng, các hạt phấn hoa của Euryale có ba nhân.

## Phát triển
Euryale là loài cây một năm bản địa miền đông châu Á, và nó được tìm thấy từ Ấn Độ tới Triều Tiên và Nhật Bản, cũng như các phần thuộc miền đông Nga. Nó sống trong nước, sinh ra các hoa màu tím tía. Lá lớn và thuôn tròn, thường có bề ngang trên 1 mét (3 ft), với cuống lá gắn vào tâm của bề mặt phía dưới. Mặt dưới của lá màu hơi tím tía, trong khi mặt trên màu xanh lục. Lá có kết cấu đệm, mặc dù thân, hoa và lá nổi trên bề mặt nước được che phủ trong các gai nhọn. Các lá khác nằm ngầm dưới mặt nước. Quả hình cầu, là chất xốp màu tím hồng bẩn, mặt ngoài có gai, đỉnh còn đài sót lại, hạt chắc, hình cầu, màu đen.

## Sử dụng

### Thức ăn
Loài này sinh ra các hạt chứa tinh bột màu trắng, và hạt là ăn được. Loài cây này được trồng để lấy hạt trong các ao hồ vùng đất thấp ở Ấn Độ, Trung Quốc và Nhật Bản. Người Hán đã gieo trồng khiếm thực trên 3000 năm. Trên 96.000 hecta ở Bihar, Ấn Độ, được dùng để gieo trồng khiếm thực trong năm 1990-1991. Loài này phát triển tốt trong các khu vực có mùa hè nóng, khô và mùa đông lạnh. Hạt được thu hoạch vào cuối mùa hè và đầu mùa thu, và có thể ăn sống hay luộc chín.
Tại Ấn Độ, cụ thể tại các khu vực miền bắc và miền tây, hạt của Euryale ferox thường được nướng hay rang, làm cho nó nổ tung ra như bỏng ngô. Các hạt này sau đó được ăn, thường trộn với dầu và gia vị. Trong văn hóa Mithila ở Bihar, Ấn Độ, makhana (hạt khiếm thực) là thành phần mang lại điềm lành trong các đồ dâng cúng cho Đấng Sáng tạo trong các lễ hội và thường được dùng trong nấu ăn, đặc biệt để nấu cháo đặc/bánh pút đinh gọi là kheer makhana hay 'makhane ki kheer'.
Chứng cứ cổ thực vật học chỉ ra rằng Euryale ferox đã từng là nguồn lương thực hoang dã được thu thập thường xuyên trong thời kỳ đồ đá mới tại khu vực Dương Tử, với các lượng lớn các vật tìm thấy đến từ các di chỉ Khóa Hồ Kiều (跨湖桥), Hà Mỗ Độ (河姆渡) và Điền Loa Sơn (田螺山)

### Y học
Trong y học Trung Hoa, loài này được gọi là 芡实, 芡實, bính âm: qiàn shí (khiếm thực). Các hạt ăn được của nó được sử dụng trong y học dân gian Trung Hoa, với nó thường được nấu thành canh (súp) với các thành phần khác, và người ta tin rằng nó tăng cường khả năng cương dương của đàn ông và làm chậm quá trình lão hóa.
Tại Việt Nam không có khiếm thực thật. Vị thuốc mà người ta dùng trong Đông y có tên là khiếm thực nếu không phải nhập khẩu thì là từ các loài súng trong chi Nymphaea.

## Từ nguyên
Tên gọi khoa học Euryale có nguồn gốc từ tên gọi của một vị nữ thần tóc rắn trong thần thoại Hy Lạp. Liên Xô đã phát hành một con tem bưu chính mô tả loài cây này.